# Lucio Tario Rufo
Lucio Tario Rufo (en latín: Lucius Tarius Rufus; fallecido en el siglo I) fue un senador romano y oficial del ejército que fue elegido cónsul sufecto en 16 a. C. en sustitución de Publio Cornelio Escipión.

## Biografía
Un homo novus de origen turbio, probablemente originario de Dalmacia, Tario Rufo era marinero de profesión. Se tiene noticia de él por primera vez como uno de los almirantes que lucharon bajo Augusto en la batalla de Accio en 31 a. C. Se enfrentó a un escuadrón de naves dirigidas por 
Cayo Sosio antes de la batalla, pero fue obligado por Sosio a retroceder hasta que Marco Vipsanio Agripa llegó con refuerzos.
Tario Rufo fue nombrado posteriormente gobernador de Macedonia desde 18 a. C. a 16 a. C. aproximadamente. Durante ese tiempo repelió una incusión de los Sármatas y puede que llegase a conquistar a los escordiscos. Como recompensa por su servicio militar, Augusto nombró a Tario Rufo cónsul sufecto cuando Augusto se vio obligado a abandonar Roma para trasladarse a la Galia. Durante su mandato como cónsul, modificó el imaginario y las leyendas de las monedas romanas para amplificar enormemente el prestigio y la importancia crucial del Princeps en la figura de Augusto.
Ya siendo un senador de edad avanzada, Tario Rufo fue nombrado curator aquarum (el oficial al cargo del mantenimiento de los acueductos) de 23 a 24.
Fue amicus tanto de Augusto como de Tiberio, habiendole otorgado el emperador Augusto una gran cantidad de riquezas, que utilizó para comprar grandes parcelas de tierra en Piceno. A pesar de que era conocido por su tacañería, gastó 100 millones de sestercios para compar tierras en un intento de mejorar su estatus social, para que luego sus herederos se negasen a aceptar sus propiedades tras la muerte de Tario Rufo. Tario Rufo también denunció por intento de parricidio a unos de sus hijos que iba detrás de la fortuna de su padre. Organizó un consilium al que invitó a Augusto. Declaró culpable a su hijo y lo exilió a Massilia; Augusto declaró que no aceptaría ninguna herencia o legado de Tario Rufo.